# عمارت پست میدان شهرداری رشت
عمارت پست و تلگراف شهر رشت، در ضلع شمالی میدان شهرداری در بخش مرکزی شهر واقع گردیده است. این بنا در تاریخ ۱۳۷۹/۱۲/۲۸ با شماره ۳۴۹۷ به ثبت آثار ملی ایران رسید.
عملیات ساخت بنا در تاریخ ۱۳۱۰/۰۷/۰۷ آغاز و پس از مدت دو سال در تاریخ ۱۳۱۲/۰۷/۲۹ به اتمام رسید. مساحت کلی آن ۱۹۳۰ متر مربع و به شکل L ساخته شده که شامل ۴ طبقه است. طبقه همکف و اوّل آن به شکل L است. طبقه دوّم بر روی ورودی و قسمتی از شرق ساختمان قرار دارد و طبقه سوّم نیز کلاه فرنگی است. مساحت طبقه همکف مجموعاً ۸۲۸/۶ متر است. طبقه اوّل ۷۵۳/۸، طبقه دوّم ۲۷۳/۸۸ و طبقه سوّم ۷۳/۳۵ متر مربع و ارتفاع بنا ۲۰ متر می‌باشد.
این بنا به دستور محمدحسین آیرم فرمانده تیپ مستقل شمال ساخته شده است.